# Мирный (Казань)
Ми́рный (тат. Тынычлык, Tınıçlıq, Ново-Давликево тат. Яңа Дәүләкәй, Yaña Däwläkäy) — крупный посёлок и жилой комплекс в Приволжском районе города Казани Республики Татарстан Российской Федерации.
Посёлок расположен на крайнем юге города Казани. Мирный вместе с примыкающими к нему другими городскими посёлками Давликеево, Петровский, Кояшлы формируют градостроительно-жилищную административно-учётную единицу — жилой комплекс с управой «Мирный» с общей численностью населения около 10 тысяч человек и 2 885 домовладениями.

## История

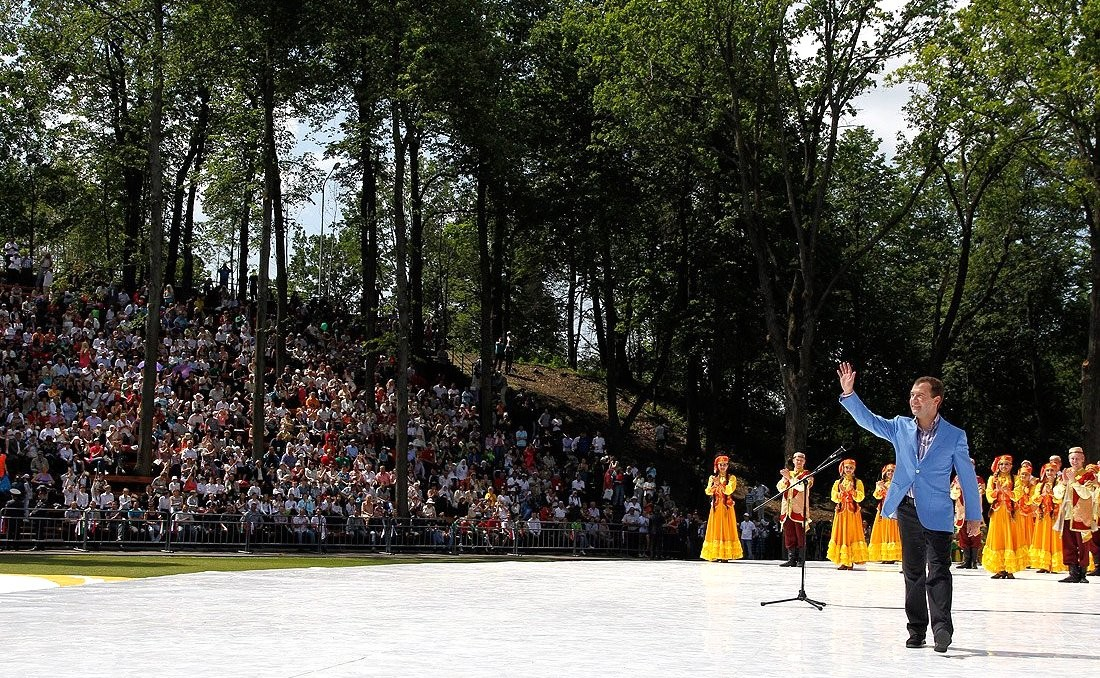
Президент России Дмитрий Медведев на национальном празднике Сабантуй в Берёзовой роще посёлка Мирный. Республика Татарстан, Казань, 25 июня 2011 года.

В Берёзовой роще посёлка Мирный ежегодно в конце июня проходит главный и самый масштабный в республике и городе татарский национальный праздник Сабантуй, где на центральной площадке (майдане) в соревнованиях, ремёслах, концертных и прочих выступлениях и как зрители присутствуют десятки тысяч людей всех национальностей и верований, возрастов и профессий, включая руководителей республики и города. На праздник съезжаются гости из всей республики, городов России, ближнего и дальнего зарубежья. 25 июня 2011 года Сабантуй в Мирном посетил президент России Дмитрий Медведев. В остальное летнее время Берёзовая роща посёлка является популярным местом отдыха горожан.
Неподалёку от посёлка расположен крупный спортивно-учебный центр МВД России по Республике Татарстан, где в том числе проводятся республиканские и всероссийские спартакиады силовых и других ведомств, волейболистов, ЧОПов, кооператоров, кинологов и других ассоциаций, общегородской праздник последнего школьного звонка, театральный сабантуй и закрытие международного театрального фестиваля тюркских народов «Науруз» и другие мероприятия. Также здесь находится загородная учебно-тренировочная база волейбольного клуба «Зенит» (Казань) (ранее ВК «Динамо-Таттрансгаз»), а в летнее время 2013 года действовал международный волонтёрский лагерь «Навстречу Универсиаде» по их подготовке для XXVII Всемирной летней Универсиады 2013 года в Казани.
В посёлке расположен «Физкультурно-оздоровительный комплекс „Конно-спортивный клуб“» города Казани, куда также приезжают жители Казани и окрестностей. В посёлке находятся также база отдыха с гостиницей и спорткомплексом «Мирный», гостиница «Восток», спортинг-пейнтбольный центр.
В посёлке находится городской центр отлова и передержки бездомных животных с ветеринарной клиникой.
Рядом с Мирным находится садовое общество «Резинщик». За посёлками Мирный и Давликеево находятся коттеджный посёлок «Казанская усадьба» и территория совхоза-питомника «Декоративные культуры».

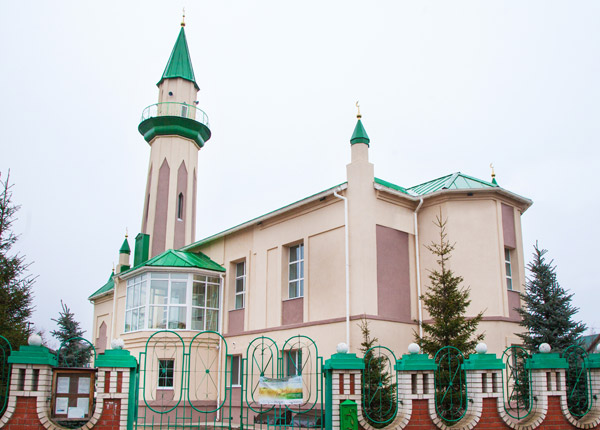
Мечеть Тынычлык в посёлке Мирный. Республика Татарстан, Казань, 17 июля 2014 года.

В посёлке имеются административно-общественный центр и прочие социальные объекты для жителей жилого комплекса. Действуют мечеть Тынычлык и молельный дом для православных при восстанавливаемой церкви Введения во храм Пресвятой Богородицы, построенной на средства прихожан в 1790 году и разрушенной в 1934 году.
В феврале 2012 года в казанском жилом массиве Мирный рядом со старым кладбищем, закрытым для захоронений за исключением родственных, властями города выделен новый земельный участок под кладбище площадью 4 гектара земли (41 940 кв. метров), который расширил существующие границы старого кладбища, но отгорожен от него.
Посёлок насчитывает около трёх десятков улиц и переулков, жилой комплекс — более семи десятков. Посёлок и весь жилой комплекс застроены малоэтажными и индивидуальными домами. В жилом комплексе (посёлке Петровский) находится коттедж мэра города Казани Ильсура Метшина.

## Улицы
- Аральская 1-я
- Аральская 2-я
- Балканская
- Березниковская 1-я
- Березниковская 2-я
- Бульварная
- Весенняя
- Виталия Синицина
- Вишневая (Мирный)
- Железноводская
- Земледельческая
- Календарная
- Красновидовская
- Кулаевская
- Ладожская 1-я
- Ладожская 2-я
- Мелитопольская
- Миргородская
- Молодости
- Надеждинская
- Надпойменная
- Нижнетагильская
- Нижнетагильский переулок
- Ново-Давликеевская
- Онежская
- Подлесная
- Подольская
- Поперечно-Березниковская
- Поперечно-Резвая 2-я
- Поперечно-Резвая
- Приовражная 1-я
- Приовражная 2-я
- Просторная
- Рыбацкая
- Рядовая 1-я
- Рядовая 2-я
- Свободная
- Свободный переулок
- Селькоров
- Тобольская
- Томская
- Черниговская
- Черноозерская
- Ясная
- Гумера Гали (часть)
- Кызыл Яр (часть)
- Рощинская (часть)

## Транспортное сообщение
В посёлке Мирный или через него идут два маршрута городского автобуса — № 23 и 56. Главная в посёлке улица Ново-Давликеевская является магистралью, ведущей далее в посёлок Петровский и пригородную коттеджно-рекреационную зону Боровое Матюшино Лаишевского района. Между посёлком и Берёзовой рощей проходит железная дорога, являющаяся подъездной к предприятиям южнее Казани и трассой линии городских электропоездов к международному аэропорту «Казань», для которой здесь устроена остановочная платформа «Берёзовая роща».